# 1150
1150 (MCL) je bilo navadno leto, ki se je po julijanskem koledarju začelo na nedeljo.

## Dogodki

### Evropa
- 21. november - Umrlega obnovitelja kraljevine Navarre Garcijo IV. nasledi sin Sančo VI.
- Bitka pri Flochbergu med hišama Hohenstaufen in Welf. Nemški kralj Konrad III. in kronski princ Berengar Henrik premagata razlaščene Welfe (očeta Velfa VI. in sina Velfa VII.). Ni znano zaradi česar je kronski princ Berengar Henrik umrl, njegova smrt pa odpre vprašanje nasledstva.
- Po smrti kneza slovanskih Havelijcev Pribislava Henrika uspe vzpostaviti nadzor nad ozemljem Havelijcev brandenburški mejni grof Albert Medved.
- Erik Jedvardsson, o katerem ni znano kaj dosti, zavlada v Zahodni Gotlandiji. Njegov cilj je vreči s prestola aktualnega švedskega kralja Sverkerja Starejšega.
- Ustanovitev opatije v Birkenheadu (SZ Anglija). Opatija začne opravljati prvo splavarsko transportno službo za prevoz potnikov čez reko Mersey med polotokom Wirral in Liverpoolom.
- Ustanovitev Univerze v Parizu, Sorbone.
- Nizozemska: jezikovni prehod s frankovske stare holandščine na srednjo holandščino, ki se potem razvija skozi cel srednji vek v moderno holandščino (nizozemščino).

- Francoski teolog Peter Lombard skompilira in objavi teološki učbenik »Sentence« z reprezentativnimi odlomki iz Svetega pisma in od cerkvenih očetov, ki služijo za sistematizacijo teologije.
- Gerhard iz Kremone predstavi Evropi arabske številke.
- Prva poročila o prisotnosti Romov v Konstantinoplu.

### Bližnji vzhod
- Vojska alepskega atabega Nur ad-Dina ujame edeškega grofa Joscelina II. in ga oslepljenega zapre v temnico v Alepu.↓
- → Joscelinova soproga in hči ob novici o ujetništvu prodata Bizantincem trdnjavo Turbessel in preostale posesti Edeške grofije.↓
- → Nur ad-Din še isto leto kasneje Bizantincem odvzame Turbessel.

### Daljnji vzhod
- 9. januar - Umorjenega cesarja Xizonga iz dinastije Jin nasledi uzurpator Hailingwang, en od princev in daljnjih potomcev ustanovitelja dinastije Jin (Wanyan Aguda). Hailingwang po prihodu na oblast nemudoma začne s čistkami med umorjenemu cesarju bližnjimi sorodniki.
- Mongolija: Hutul kana, umrlega voditelja konfederacijo mongolskih plemen Hamag, nasledi Ambagaj Kan.
- Umrlega kmerskega kralja in graditelja svetišča Angkor Vat Surjavarmana II. nasledi njegov bratranec Dharanindravarman II.

## Rojstva
Neznan datum
- Alicija Francoska, princesa, hči kralja Ludvika VII. in Eleanore Akvitanske († 1198)
- André de Chauvigny, angleški vitez, križar († 1202)
- Azo iz Bologne, italijanski pravnik († 1230)
- Baldvin V., grof Hainauta, et al. († 1195)
- Bonifacij I., montferraški markiz, kralj Soluna († 1207)
- Folquet de Marseille, okcitanski trubadur, škof Toulousa, križar († 1231)
- Gvido Lusignanski, jeruzalemski in ciprski kralj († 1194)
- Herman Jožef, nemški mistik, svetnik († 1241)
- Henrik iz Veldekeja, nemški pisatelj in pesnik, minnesinger († 1200)
- Knut I., švedski kralj († 1196)
- Leon I. Kilikijski († 1219)
- Léonin, francoski skladatelj († 1201)
- Muhammad Ghūrī, guridski (perzijski) sultan († 1206)
- Peter II. Courtenayski, cesar Latinskega cesarstva († 1219)
- Rozamunda Clifford, ljubica angleškega kralja Henrika II. († 1176)
- Sakson Gramatik, danski zgodovinar († 1220)
- Sambor I., vojvoda Vzhodne Pomeranije († 1207)
- Samuel ibn Tibon, francoski judovski teolog, filozof, prevajalec († 1230)
- Štefan Langton, canterburyjski nadškof († 1228)
- Unkei, japonski kipar († 1223)
- Vilijem iz Auxerra, francoski teolog in filozof († 1231)

## Smrti
- 9. januar - cesar Xizong, dinastija Jin (* 1119)
- 21. november - Garcija IV., navarski kralj (* 1112)

Neznan datum
- Adelard iz Batha, angleški učenjak, prevajalec (* 1080)
- Barisan Ibelinski, konstabl Jaffe, začetnik plemiške rodbine Ibelinskih
- Džabir ibn Aflah, andaluzijski astronom in matematik (* 1100)
- Habul Kan, mongolski vojskovodja
- Henrik Berengar, nemški kronski princ in sokralj
- Ivan Aksuh, bizantinski general seldžuškega rodu (* 1087)
- Pribislav Henrik, zadnji knez polabskega slovanskega ljudstva Havelijcev
- Surjavarman II., kmerski kralj